# Mycobacterium microti
Mycobacterium microti es una bacteria perteneciente al complejo Mycobacterium tuberculosis. Provoca enfermedad sobre todo en roedores. En raras ocasiones afecta a humanos. Se ha detectado en otros mamíferos, entre ellos gatos y llamas. Se cree que el gato puede adquirir la infección al cazar ratones y otros roedores afectados.